# Parroquia de San José (Aguascalientes)

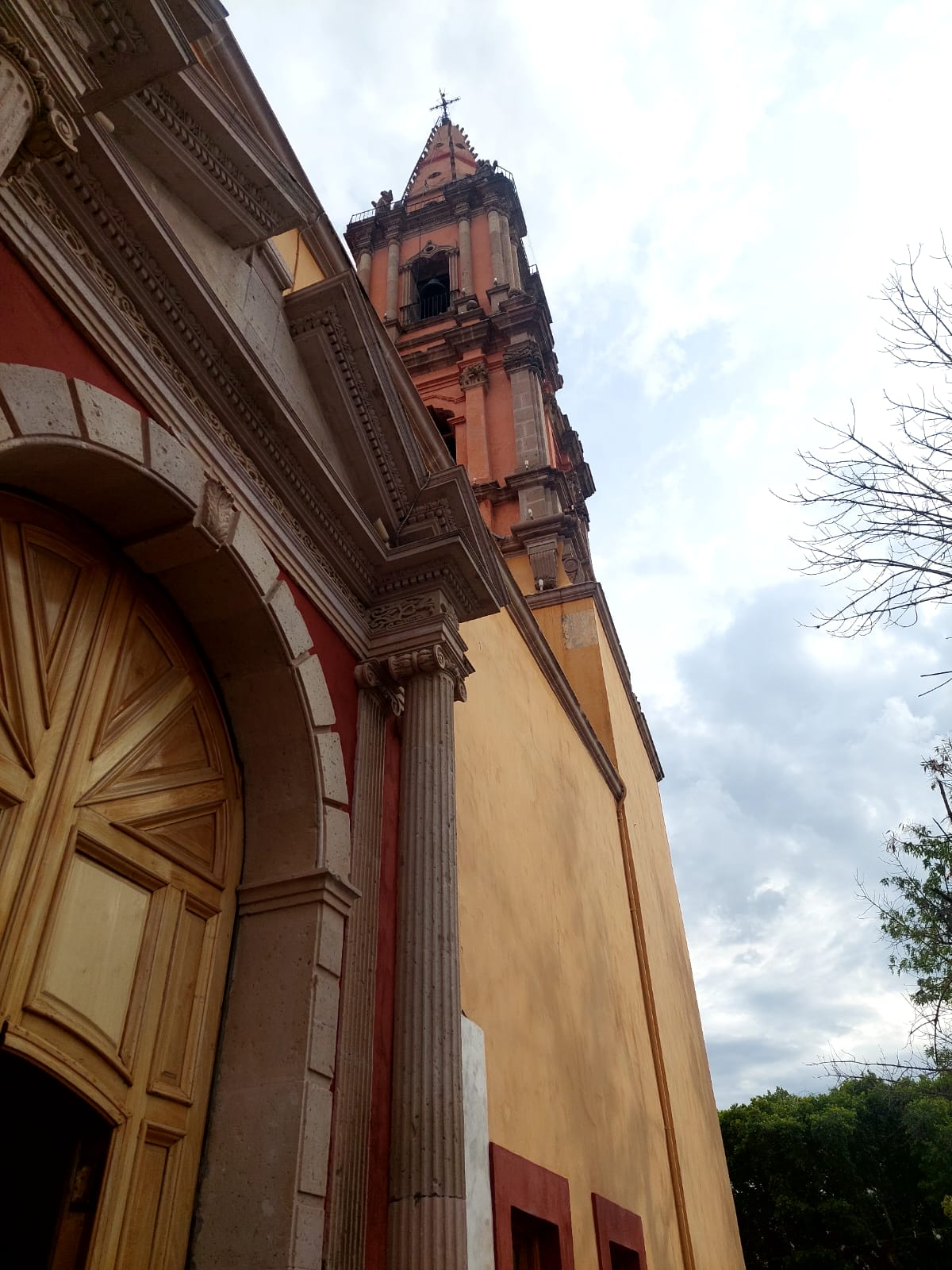
Vista a la torre principal de San José

La Parroquia de San José es un edificio religioso para el culto católico, de mediados del siglo XVIII. Se encuentra en el centro histórico de la Ciudad de Aguascalientes.

## Historia
El Templo de San José es, junto con el templo de San Diego, uno de los más antiguos de Aguascalientes.
En 1684, Don Diego de Quijas y Escalante, el cual era doctor y comisario de la santa Inquisición en la villa, envió una carta al rey de España con el propósito de levantar el primer hospital y panteón de Aguascalientes. El permiso llegó el año entrante. Felipe II, rey de España, dio la autorización, no solo de los dos edificios mencionados sino también de una capilla bastante primitiva. Llegó el año de 1667 cuando el cura Don Mateo José de Arteaga reinició la redificación del templo. El 24 de enero de 1906 el primer obispo de Aguascalientes José María de Jesús Portugal bendice y elige el templo como Parroquia de San José. Durante la época de la Reforma ocurre la exclaustración de los bienes eclesiásticos, por lo que el gobierno adquirió el convento y el hospital.

## Características
En el interior se encuentran 8 pinturas de la mano de Miguel Cabrera, José Alcíbar y otros tantos artistas del periodo de la pintura colonial de Nueva España. Se caracteriza por una torre de remate piramidal, su portada es de índole neoclásica (acceso por arco de medio punto). La parroquia de San José no compite con iglesias coloniales ya que lo que hace que sea único es la antigüedad, patina y el imaginario urbano que ocupa en la ciudad.
Hasta finales del siglo XVIII se comienza con formalidad el catálogo de edificaciones religiosas. Originalmente era de planta y cruz latina de una sola nave más transepto: pero con el paso de los años fue cambiando a lo que actualmente se concibe a algo más ecléctico, de filiación clasicista muy sencilla apenas recargadas aunque lo que da esa preponderancia es su cúpula de acabado bruñido; decorada con anagramas de loza de porcelana china.